# وونتون
وونتون أو وانتان (بالصينية: 云吞) هي نوع من القطائف الشائع وجودها في عدد من المأكولات الصينية.

## الحشوة
تكون الحشوة عادة من:
- لحم الخنزير المفروم
- قطع خشنة أو كامل الجمبري أو المحار
- دقيق مفروم من الزنجبيل والبصل أو الجزر
- صلصة الصويا وزيت السمسم.

تصنع وونتون بنشر رقيقة عجين في كف من ناحية ووضع كمية صغيرة من الحشوة في المركز، ومن ثم ختم الوونتون في الشكل المطلوب بضغط الحواف بالأصابع. يمكن تحسين الالتصاق بتبليل الحواف الداخلية، عادة بغمس الأصابع بالماء ومن ثم وضع كمية إضافية من الدقيق.

## أشكال وأساليب الطهي

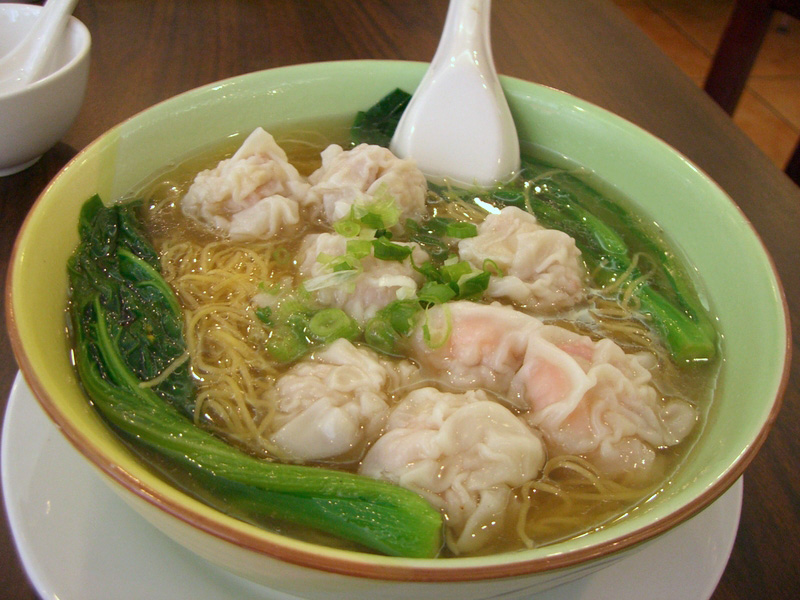
طبق من وونتون مع شوربة المعكرونة.

تطهى الوونتون عادة بشكل مغلي وتقدم مع الحساء أو مقلية أحياناً. وهناك العديد من الاختلافات الإقليمية في طريقة التحضير.
الشكل الأكثر انتشاراً هو شكل المثلث القائم، عن طريق الطي للعجينة في المنتصف من خلال سحب الزوايا المتعاكسة. وتُقدم الوونتون غالباً مع التوابل مثل المخللات، الزنجبيل، زيت السمسم، وأوراق الكزبرة.

## معرض صور

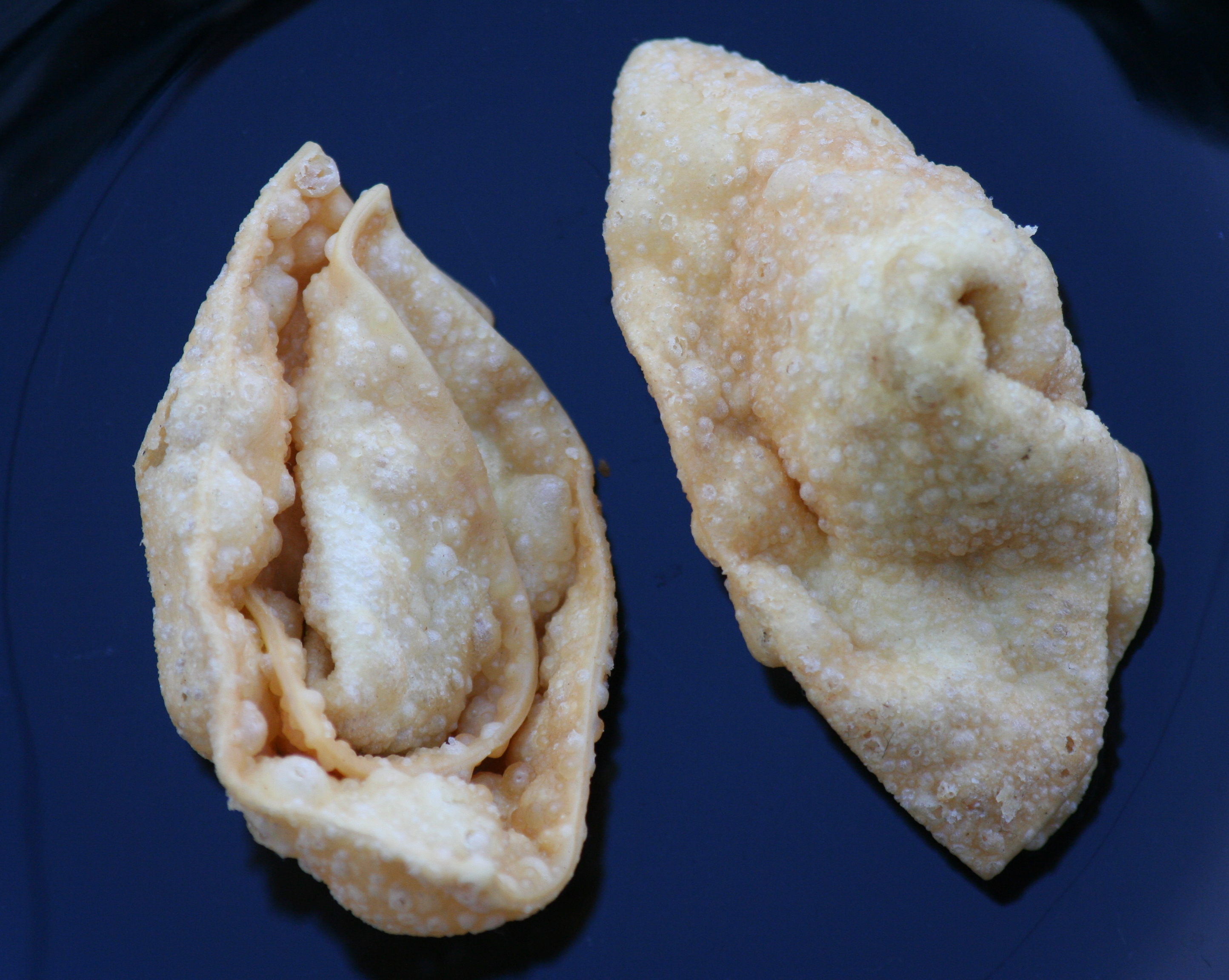
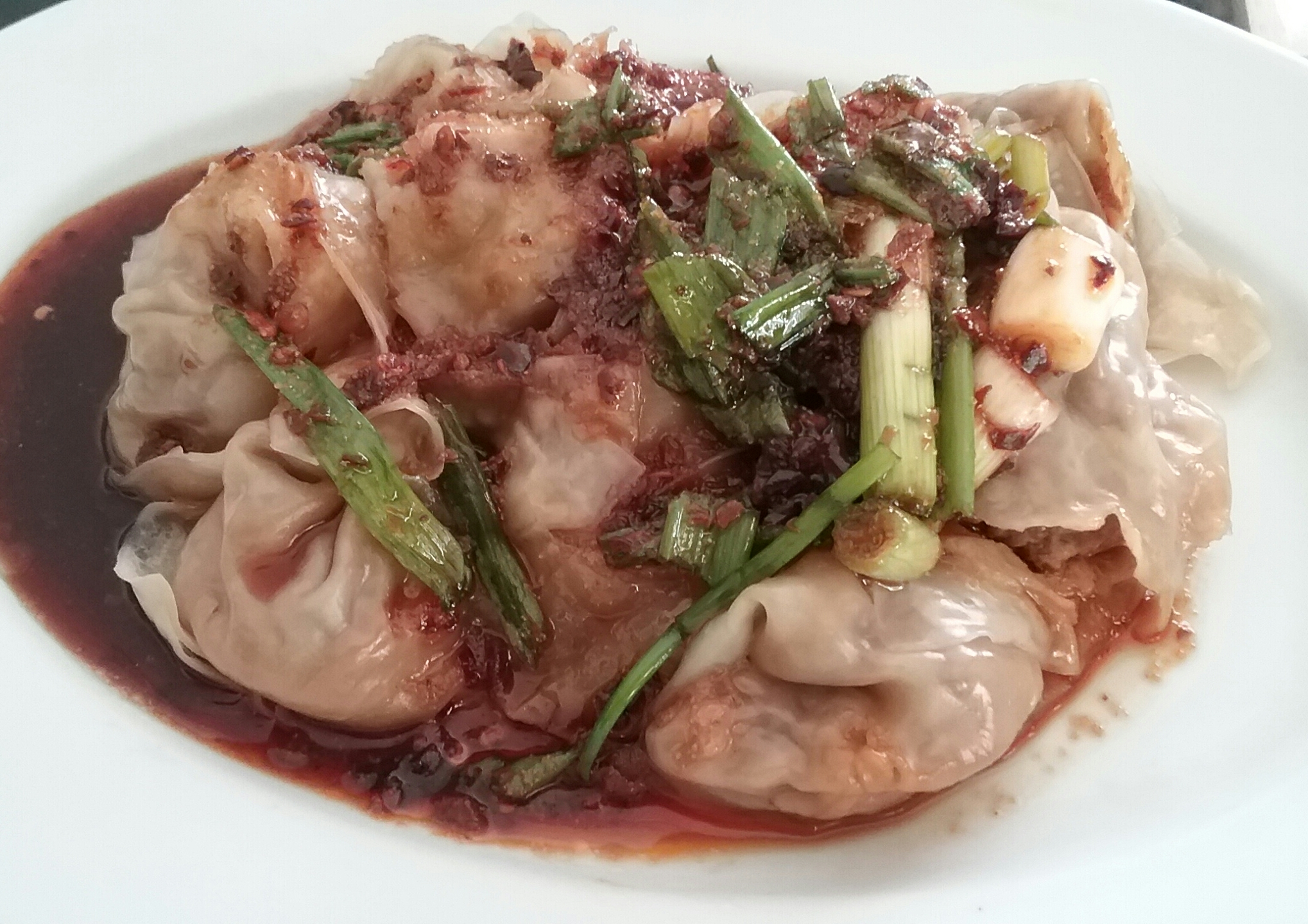
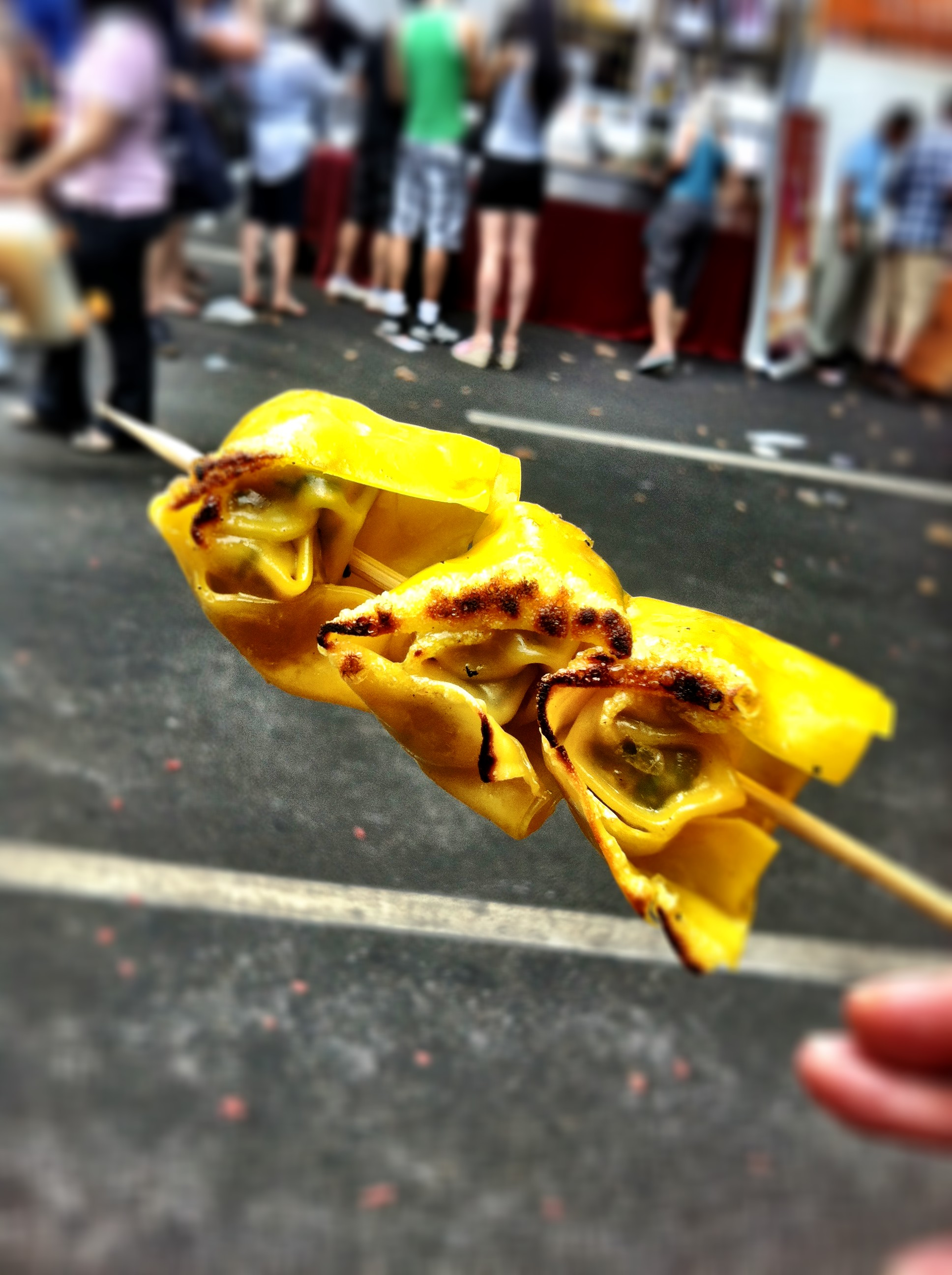
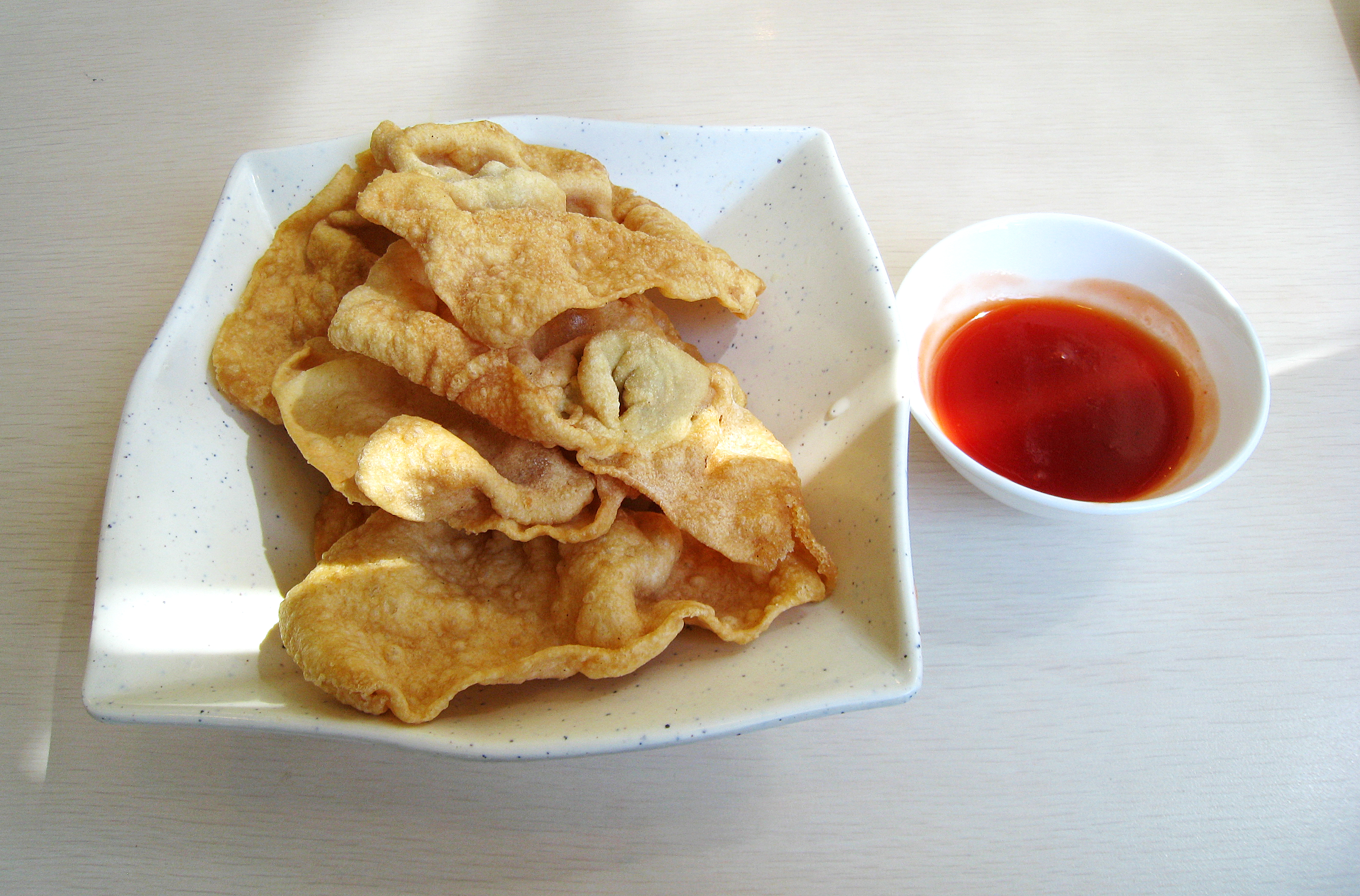